# Villaggio impiegati Dalmine
Il Villaggio impiegati Dalmine è situato in viale Roma a Massa.

## Storia
Il complesso residenziale venne realizzato a partire dal 1940 per i dipendenti della società Dalmine in un'area di circa 5.000 m², lungo un viale alberato, in un'area urbana a carattere prevalentemente residenziale dotata anche di attività commerciali, prospiciente il viale Roma nella città di Massa.

## Descrizione
Il villaggio comprende dodici edifici bifamiliari e due monofamiliari disposti su due linee parallele e circondati dal verde delle aree di pertinenza. Quelli della prima fascia sono stati completati alla fine degli anni '50, e si caratterizzano per una maggiore ampiezza ed una superiore qualità architettonica. Gli edifici con due appartamenti, uno per piano, sorgono addossati tra loro a gruppi di due con accessi indipendenti.
I due edifici monofamiliari probabilmente ultimati in seguito ad opera dei nuovi proprietari si distinguono per l'impiego di elementi di finitura personalizzati. 
Le costruzioni dal punto di vista formale si connotano come essenziali volumi compatti con copertura piana ed elementi brise-soleil a protezione del terrazzo del primo piano.
L'insediamento realizzato su progetto dell'architetto Giovanni Greppi si può considerare uno dei primi esempi di architettura razionalista a destinazione residenziale della zona.